# Episodi di Carovane verso il West (prima stagione)
La prima stagione della serie televisiva Carovane verso il West è andata in onda negli Stati Uniti dal 18 settembre 1957 al 25 giugno 1958 sulla NBC.
| nº | Titolo originale                | Prima TV USA      | Titolo italiano | Prima TV Italia |
| -- | ------------------------------- | ----------------- | --------------- | --------------- |
| 1  | The Willy Moran Story           | 18 settembre 1957 |                 |                 |
| 2  | The Jean LeBec Story            | 25 settembre 1957 |                 |                 |
| 3  | The John Cameron Story          | 2 ottobre 1957    |                 |                 |
| 4  | The Ruth Owens Story            | 9 ottobre 1957    |                 |                 |
| 5  | The Les Rand Story              | 16 ottobre 1957   |                 |                 |
| 6  | The Nels Stack Story            | 23 ottobre 1957   |                 |                 |
| 7  | The Emily Rossiter Story        | 30 ottobre 1957   |                 |                 |
| 8  | The John Darro Story            | 6 novembre 1957   |                 |                 |
| 9  | The Charles Avery Story         | 13 novembre 1957  |                 |                 |
| 10 | The Mary Halstead Story         | 20 novembre 1957  |                 |                 |
| 11 | The Zeke Thomas Story           | 27 novembre 1957  |                 |                 |
| 12 | The Riley Gratton Story         | 4 dicembre 1957   |                 |                 |
| 13 | The Clara Beauchamp Story       | 11 dicembre 1957  |                 |                 |
| 14 | The Julia Gage Story            | 18 dicembre 1957  |                 |                 |
| 15 | The Cliff Grundy Story          | 25 dicembre 1957  |                 |                 |
| 16 | The Luke O'Malley Story         | 1º gennaio 1958   |                 |                 |
| 17 | The Jesse Cowan Story           | 8 gennaio 1958    |                 |                 |
| 18 | The Gabe Carswell Story         | 15 gennaio 1958   |                 |                 |
| 19 | The Honorable Don Charlie Story | 22 gennaio 1958   |                 |                 |
| 20 | The Dora Gray Story             | 29 gennaio 1958   |                 |                 |
| 21 | The Annie MacGregor Story       | 5 febbraio 1958   |                 |                 |
| 22 | The Bill Tawnee Story           | 12 febbraio 1958  |                 |                 |
| 23 | The Mark Hanford Story          | 26 febbraio 1958  |                 |                 |
| 24 | The Bernal Sierra Story         | 12 marzo 1958     |                 |                 |
| 25 | The Marie Dupree Story          | 19 marzo 1958     |                 |                 |
| 26 | A Man Called Horse              | 26 marzo 1958     |                 |                 |
| 27 | The Sarah Drummond Story        | 2 aprile 1958     |                 |                 |
| 28 | The Sally Potter Story          | 9 aprile 1958     |                 |                 |
| 29 | The Daniel Barrister Story      | 16 aprile 1958    |                 |                 |
| 30 | The Major Adams Story (1)       | 23 aprile 1958    |                 |                 |
| 31 | The Major Adams Story (2)       | 30 aprile 1958    |                 |                 |
| 32 | The Charles Maury Story         | 7 maggio 1958     |                 |                 |
| 33 | The Dan Hogan Story             | 14 maggio 1958    |                 |                 |
| 34 | The Ruttledge Munroe Story      | 21 maggio 1958    |                 |                 |
| 35 | The Rex Montana Story           | 28 maggio 1958    |                 |                 |
| 36 | The Cassie Tanner Story         | 4 giugno 1958     |                 |                 |
| 37 | The John Wilbot Story           | 11 giugno 1958    |                 |                 |
| 38 | The Monty Britton Story         | 18 giugno 1958    |                 |                 |
| 39 | The Sacramento Story            | 25 giugno 1958    |                 |                 |

## The Willy Moran Story
- Prima televisiva: 18 settembre 1957
- Diretto da: Herschel Daugherty
- Scritto da: William Fay, William R. Cox

### Trama
- Guest star: Marjorie Lord (Mary Palmer), Kevin Hagen (Lansing), Richard Hale (Andrew Palmer), Donald Randolph (Robinson), Ernest Borgnine (Willy Moran), Michael Winkelman (Ben Palmer), Andrew Duggan (Dan Brady), Richard Devon (Murph), John Harmon (Fabor), Beverly Washburn (Susan Palmer), Steven Benson (Joey)

## The Jean LeBec Story
- Prima televisiva: 25 settembre 1957
- Diretto da: Sidney Lanfield
- Scritto da: Boris Ingster, Dwight Newton

### Trama
- Guest star: David Hoffman (negoziante), Stuart Randall (Marshal), Ruby Goodwin (Granny Sims), Clegg Hoyt (maniscalco), Ricardo Montalbán (Jean LeBec), Joanna Moore (Mary Leigh Claiborne), Grant Withers (Mark Hammond), William Phipps (Bill Hammond), Phil Chambers (Kennedy), Dick Rich (barista), Hannes Lutz (professore), Robert Osterloh (Pittinger), James Griffith (Dave Choate), William Challee (membro dello scompartimento del treno)

## The John Cameron Story
- Prima televisiva: 2 ottobre 1957
- Diretto da: George Waggner
- Scritto da: E. Jack Neuman

### Trama
- Guest star: Ted Mapes (Paul Tacker), Henry Wills (Outrider), William Boyett (Frank Tacker), Jack Elam (Charlie Otis), Michael Rennie (John Cameron), Carolyn Jones (Julie Cameron), Claude Akins (Rich Tacker), Francis McDonald (cacciatore con trappole), Ron Foster (Talbot), Charles Horvath (nativo americano)

## The Ruth Owens Story
- Prima televisiva: 9 ottobre 1957
- Diretto da: Robert Florey
- Scritto da: Robert E. Thompson

### Trama
- Guest star: Minerva Urecal (Mrs. Smith), Ralph Moody (Foster Carr), Tom Brandt (Abraham Hanks), Jim Brandt (James Hanks), Shelley Winters (Ruth Owens), Dean Stockwell (Jimmy Drew), Kent Smith (Paul Owens), Hope Summers (passeggero), Russell Simpson (Carr), Malcolm Atterbury (John Bixby), Ann Morrison (passeggero), Charles Seel (passeggero), Harry Tyler (Williams), Emerson Treacy (George Hanks), K. L. Smith (Lank Carr), Wendy Winkelman (Sarah Owens)

## The Les Rand Story
- Prima televisiva: 16 ottobre 1957
- Diretto da: Robert Florey
- Scritto da: Berne Giler

### Trama
- Guest star: Ted Mapes (Fred Buffum), Eugène Martin (Mike Rand), Linda Watkins (Lottie Tarback), Sally Brophy (Evie Tarback), Sterling Hayden (Les Rand), Eduard Franz (dottor Rand), Russell Thorson (Warden), James Philbrook (cocchiere), John Dierkes (Tom Olsen), Ray Teal (Ray Tarback), Shooting Star (Pawnee Brave)

## The Nels Stack Story
- Prima televisiva: 23 ottobre 1957
- Diretto da: Don Weis
- Soggetto di: Lester Dent

### Trama
- Guest star: Tom Selden (sergente), Dale van Sickel (Hamilton), Irene Corlett (Mrs. Hawks), Charles Stevens (vecchio indiano), Mark Stevens (Nelson Stack), Joanne Dru (Laura Collins), Kevin Hagen (Jeff Claymore), John Daheim (Cory)

## The Emily Rossiter Story
- Prima televisiva: 30 ottobre 1957
- Diretto da: Sidney Lanfield
- Soggetto di: Boris Ingster

### Trama
- Guest star: William Phipps (Hank), Frank DeKova (True Oak), Robert McQueeney (Si), Irene Corlett (Mrs. Hathaway), Mercedes McCambridge (Emily Rossiter), John Dehner (Ned Rossiter), Susan Oliver (Judy), Irene Windust (Emily Hawks)

## The John Darro Story
- Prima televisiva: 6 novembre 1957
- Diretto da: Mark Stevens
- Scritto da: Adrian Spies

### Trama
- Guest star: Malcolm Atterbury (John Bixby), Kim Charney (Tommy Darro), Ellen Atterbury (Mrs. Bixby), Norman Leavitt (Spartan), Eddie Albert (John Darro / John Thurman), Edgar Buchanan (Thaddeus Briscoe), Don Durant (Lucas), Margo (Aline Darro)

## The Charles Avery Story
- Prima televisiva: 13 novembre 1957
- Diretto da: Bernard Girard
- Scritto da: Aaron Spelling

### Trama
- Guest star: Mack Williams (Black Cloud), Nico Minardos (Big Bear), Henry Brandon (Running Horse), Abel Fernández (Choya), Farley Granger (tenente Charles Avery), Chuck Connors (soldato John Sumter), Bing Russell (soldato Cullen), Eddie Little Sky (guerriero indiano), Ted Mapes (Ted), Susan Kohner (Mokai)

## The Mary Halstead Story
- Prima televisiva: 20 novembre 1957
- Diretto da: Justus Addiss
- Soggetto di: Leo Lieberman

### Trama
- Guest star: Vaughn Taylor (James Ferguson), Robert Patten (Kermit), Fred Coby (vice), Ruth Lee (Paula Wallace), Agnes Moorehead (Mary Halstead), Paul Sorenson (Marshal Crocker), Walter Coy (Tracey), Jack Lambert (Creegar), Tom Laughlin (Laramie Kid/Earl Halstead), Gregg Palmer (Groton), Tom Pittman (Tom Nichols), Frederick Ford (membro della banda)

## The Zeke Thomas Story
- Prima televisiva: 27 novembre 1957
- Diretto da: John Brahm
- Scritto da: Halsted Welles

### Trama
- Guest star: Kathleen O'Malley (Younger Woman), Frances Morris (Older Woman), Jack Hendricks (membro della banda), Donald Towers (membro dello scompartimento del treno), Gary Merrill (Zeke Thomas), Janice Rule (Maggie Thomas), K. T. Stevens (Violet Thomas), Harold Stone (sindaco Tucker), Denver Pyle (Bragg), Mike Steen (membro della banda)

## The Riley Gratton Story
- Prima televisiva: 4 dicembre 1957
- Diretto da: John Brahm
- Scritto da: William Fay

### Trama
- Guest star: Larry J. Blake (Otto), Dirk Evans (barista), Ellen Atterbury (Mrs. Bixby), Jim Hayward (Willie Gentry), Guy Madison (Riley Gratton), Karen Steele (Sarah Dawson), Jean Carson (Annie), James Westerfield (McSorley), Gregory Walcott (John Dawson), Gregg Palmer (Paul Dawson), Malcolm Atterbury (Bixby), Sammy Ogg (Sam), Raymond Guth (Duke), Leonard P. Geer (scagnozzo)

## The Clara Beauchamp Story
- Prima televisiva: 11 dicembre 1957
- Diretto da: Earl Bellamy
- Soggetto di: William F. Leicester

### Trama
- Guest star: John Frederick (sergente), Robert Roark (attendente), Holly Bane (soldato), Monte Blue (Chief Thunder Cloud), Nina Foch (Clara Beauchamp), Shepperd Strudwick (colonnello Charles Beauchamp), Richard Garland (capitano Pearson), Robert Swan (caporale), Irene Windust (Emily Hawks), Will J. White (soldato)

## The Julia Gage Story
- Prima televisiva: 18 dicembre 1957
- Diretto da: Sidney Lanfield
- Soggetto di: Kermit Shelby

### Trama
- Guest star: Malcolm Atterbury (John Bixby), Don Megowan (Jess Winn), Irene Windust (Emily Hawks), Ellen Atterbury (Mrs. Bixby), Robert Sterling (Tobias "Tobe" Cannon), Anne Jeffreys (Julia Gage), Esther Dale (nonna Birch), James Komack (Buck Pierce), Ron Foster (Hedson)

## The Cliff Grundy Story
- Prima televisiva: 25 dicembre 1957
- Diretto da: George Waggner
- Soggetto di: Phillip MacDonald

### Trama
- Guest star: Russell Johnson (Craig Manson), Dan Duryea (Cliff Grundy), Don Durant (Lucas), Harry Harvey, Jr. (Millard), Fred Graham (barista)

## The Luke O'Malley Story
- Prima televisiva: 1º gennaio 1958
- Diretto da: Mark Stevens
- Scritto da: William Fay

### Trama
- Guest star: David McMahon (Adrian Murphy), Ernest Sarracino (scagnozzo), Andres Oropeza (scagnozzo), Hope Summers (Mae O'Malley), Keenan Wynn (Luke O'Malley), Mary Murphy (Martha Murphy), Reba Waters (Kate O'Malley), Carlos Romero (Dan Romero), Gordon Wynn (Harry), Charlie Murray (Marshal), James Maloney (barista), Tiger Fafara (Davy O'Malley)

## The Jesse Cowan Story
- Prima televisiva: 8 gennaio 1958
- Diretto da: Sidney Lanfield
- Scritto da: Dwight Newton

### Trama
- Guest star: Penny Edwards (Sally Jo Beale), Malcolm Atterbury (John Bixby), Mort Mills (Bob Cowan), Norman Leavitt (Wilk Beale), George Montgomery (Jesse Cowan), Olive Carey (Dorcas Beale), Lee Van Cleef (Rufe Beale), James Burke (Ansel Beale), Jeanne Bates (Laura Beale), Clarence Straight (Troy Cowan)

## The Gabe Carswell Story
- Prima televisiva: 15 gennaio 1958
- Diretto da: Earl Bellamy
- Scritto da: John Dunkel

### Trama
- Guest star: Norman Willis (Wilkes), Thomas Browne Henry (Yellow Bear), Tharon Crigler (Dodie Wilkes), Sondra Rodgers (Mrs. Wilkes), James Whitmore (Gabe Carswell), Scott Marlowe (Jess Carswell/Little Elk), Frank DeKova (Running Bear)

## The Honorable Don Charlie Story
- Prima televisiva: 22 gennaio 1958
- Diretto da: David Butler
- Soggetto di: Dwight Newton

### Trama
- Guest star: Ray Kellogg (Big Frank), Lela Bliss (zia Molly Wharton), Jack Lomas (barista), Ken Christy (negoziante), Cesar Romero (Don Carlos de Fuentes), Virginia Grey (Tottie Crane), Diane Brewster (Julie Wharton), Hal Baylor (sergente Muldy)

## The Dora Gray Story
- Prima televisiva: 29 gennaio 1958
- Diretto da: Arnold Laven
- Scritto da: E. Jack Neuman

### Trama
- Guest star: Craig Duncan (soldato), X Brands (Little Horse), Sandy Sanders (caporale), Richard James (soldato), Linda Darnell (Dora Gray), John Carradine (Doc Lockridge), Dan Blocker (sergente Broderick), Mike Connors (tenente Miles Borden), Tyler McVey (colonnello), Milan Smith (nativo americano)

## The Annie MacGregor Story
- Prima televisiva: 5 febbraio 1958
- Diretto da: Mark Stevens
- Scritto da: Arnold Laven

### Trama
- Guest star: Tudor Owen (Angus MacGregor), Chet Stratton (Hamish MacGregor), Ike Jones (Kiowa), Fredd Wayne (Jamie MacGregor), Jeannie Carson (Annie MacGregor), Richard Long (Jason Campbell), Kevin Hagen (Claymore), Thurl Ravenscroft (Maxwell Smith), Ralph Reed (guardia al forte)

## The Bill Tawnee Story
- Prima televisiva: 12 febbraio 1958
- Diretto da: David Butler
- Scritto da: Hendrik Vollaerts, Dwight Newton

### Trama
- Guest star: William Fawcett (Tucker), Henry Rowland (Jeb Corry), James Anderson (Pete Jenkins), Malcolm Atterbury (John Bixby), Macdonald Carey (Bill Tawnee), Frank Cady (George Barry), Joy Page (Leeana Tawnee), Morgan Woodward (Ben Lafferty), Dee Pollock (Steve Barry), John Mitchum (Norden), Edith Evanson (Mrs. Kirk), Chick Hannon (uomo a cavallo)

## The Mark Hanford Story
- Prima televisiva: 26 febbraio 1958
- Diretto da: Jerry Hopper
- Soggetto di: Turnley Walker

### Trama
- Guest star: Perry Ivins (avvocato), I. Stanford Jolley (Martin), Charles Stevens (uomo di medicina), Susan White (Melissa), Tom Tryon (Mark Hanford), Kathleen Crowley (Ann Jamison), Onslow Stevens (Jack Hanford), Paul Fix (Jake), Steven Ritch (Running Bear), Frances Morris (madre)

## The Bernal Sierra Story
- Prima televisiva: 12 marzo 1958
- Diretto da: Jerry Hopper, David Butler
- Soggetto di: Gilbert Roland

### Trama
- Guest star: Dorothy Adams (Lorrie Smith), Lane Bradford (Hughie Reardon), Don Beddoe (dottor Morrow), Charlita (Perdita Reardon), Gilbert Roland (Bernal Sierra), Louis Jean Heydt (Casey Reardon), James Dobson (Art Reardon), Gil Frye (soldato messicano)

## The Marie Dupree Story
- Prima televisiva: 19 marzo 1958
- Diretto da: Richard H. Bartlett
- Scritto da: Harry Brown

### Trama
- Guest star: Nicky Blair (Julio Caserti), Raymond Greenleaf (Nathan Dupree), Frank Sully (Pietro Vandero), Grazia Narciso (Mrs. Caserti), Debra Paget (Marie Dupree), Nick Adams (Antonio Gigli), Robert Lowery (Bill Howard), Dorothy Provine (Susie), Terry Frost (membro dello scompartimento del treno)

## A Man Called Horse
- Prima televisiva: 26 marzo 1958
- Diretto da: Sidney Lanfield
- Soggetto di: Dorothy Johnson

### Trama
- Guest star: Edgar Dearing (Lorimer), Jacqueline Mayo (moglie di Yellow Robe), William Riggs (Crow Brave), Bill Hale (cowboy), Ralph Meeker (Horse), Joan Taylor (Bright Star), Celia Lovsky (anziana), Anthony Numkena (Little Hunter), Michael Pate (Yellow Robe), Owen Cunningham (Ben), Jorie Wyler (Lucinda Lorimer), Bernie Gozier (guerriero sioux)

## The Sarah Drummond Story
- Prima televisiva: 2 aprile 1958
- Diretto da: Richard H. Bartlett
- Soggetto di: Lester William Berke

### Trama
- Guest star: Debbie Hengen (Molly Archer), William Talman (Walt Archer), Grayce Mills (madre Archer), Claudia Drake (indiana), June Lockhart (Sarah Drummond), Gene Evans (Jeb Drummond), Lorna Thayer (Ethel Archer)

## The Sally Potter Story
- Prima televisiva: 9 aprile 1958
- Diretto da: David Butler
- Scritto da: Frank Hursley, Doris Hursley

### Trama
- Guest star: Brad Dexter (Cliff Billings), Vanessa Brown (Sally Potter), King Donovan (Henry Bennett), Johnny Crawford (Jimmy Bennett), Martin Milner (Matt Trumbell), Jocelyn Brando (Millie Bennett), Lyle Bettger (Joe Trumbull), Larry Thor (sergente Hood)

## The Daniel Barrister Story
- Prima televisiva: 16 aprile 1958
- Diretto da: Richard H. Bartlett
- Soggetto di: Norman Jolley, Richard H. Bartlett

### Trama
- Guest star: Kay Cousins Johnson (Mrs. Miller), Allan "Rocky" Lane (Sam Miller), Arthur Space (Jim), Sarah Selby (Mary Snyder), Charles Bickford (Daniel Barrister), Roger Smith (dottor Peter Culver), Peg Hillias (Jenny Barrister), Anthony Lawrence (uomo)

## The Major Adams Story (1)
- Prima televisiva: 23 aprile 1958
- Diretto da: Mark Stevens
- Scritto da: Frank W. Marshall

### Trama
- Guest star: Robert Anderson (Stanton), Herbert Lytton (dottor Jenner), Rankin Mansfield (Stage Depot Manager), Sandy Sanders (Olsen), Virginia Grey (Ranie Douglas), Douglas Kennedy (colonnello Hillary), Craig Duncan (Thompson), Renny McEvoy (commesso), Ted O'shea (ubriaco)

## The Major Adams Story (2)
- Prima televisiva: 30 aprile 1958
- Diretto da: Mark Stevens
- Scritto da: Frank W. Marshall

### Trama
- Guest star: Kay Stewart (Mary Bradley), Ben Morris (Walt Bradley), Renny McEvoy (impiegato), Craig Duncan (Thompson), Virginia Grey (Ranie Douglas), Douglas Kennedy (colonnello Hillary), Irene Windust (Emily Hawks), Bob Bryant (soldato)

## The Charles Maury Story
- Prima televisiva: 7 maggio 1958
- Diretto da: Allen H. Miner
- Scritto da: Robert Yale Libott

### Trama
- Guest star: House Peters, Jr. (Matt Goslett), Frieda Inescort (zia Antoinette), Suzette Harbin (Lu-Sam), Steve Rowland (Tom Rainey), Charles Drake (Charles Maury), Wanda Hendrix (Juliette Creston), George Keymas (Luke Goslett), Orville Sherman (prigioniero)

## The Dan Hogan Story
- Prima televisiva: 14 maggio 1958
- Diretto da: Richard H. Bartlett
- Scritto da: William Fay

### Trama
- Guest star: Buddy Baer (Tinsmith), Robert Karnes (Luke), Dana Dillaway (Jenny Hogan), John Frederick (Frank Quinn), Jock Mahoney (Dan Hogan), John Larch (Hyman Ranse), Rachel Ames (Mary Hogan), Richard H. Cutting (dottor Quade), Tom Greenway (Marshal), Nestor Paiva (Ed Manyon), Simon Scott (Cliff Shields), Tim Graham (Ed)

## The Ruttledge Munroe Story
- Prima televisiva: 21 maggio 1958
- Diretto da: Richard H. Bartlett
- Soggetto di: Norman Jolley, Richard H. Bartlett

### Trama
- Guest star: George Eldredge (Mitchell), Helen Brown (Mrs. Mitchell), Tom Monroe (Henshaw), Jack Grinnage (Warren Mitchell), John Drew Barrymore (Ruttledge Munroe), Mala Powers (Ruth Hadley), William Tannen (Masters)

## The Rex Montana Story
- Prima televisiva: 28 maggio 1958
- Diretto da: Jesse Hibbs
- Scritto da: Warren Wilson

### Trama
- Guest star: Ralph Reed (giovanotto), Frank J. Scannell (Griff), Butch Bernard (Timmy Clark), Rodd Redwing (Tahzan), James Dunn (Clyde Winslow), Forrest Tucker (Rex Montana / Hankins), Kristine Miller (Loaitha), Joseph Vitale (Shanwaukee), Margaret Field (Millie Clark), Peter Whitney (Rodney Miller), Myron Healey (Bill Miller), Norma DeHaan (donna nella carovana)

## The Cassie Tanner Story
- Prima televisiva: 4 giugno 1958
- Diretto da: Mark Stevens
- Scritto da: Paul Savage

### Trama
- Guest star: Marjorie Main (Cassie Tanner), George Chandler (Clee McMasters), Harry Hines (Obie Harper)

## The John Wilbot Story
- Prima televisiva: 11 giugno 1958
- Diretto da: Mark Stevens
- Scritto da: Richard Maibaum

### Trama
- Guest star: Virginia Aldridge (Amy Broxton), Tyler McVey (Thaddeus Field), Orville Sherman (Arthur Pelham), Roy Engel (Broxton), Dane Clark (John Wilbot), Robert Vaughn (Roy Pelham), Audrey Dalton (Harriet Field), Tharon Crigler (Henrietta Broxton)

## The Monty Britton Story
- Prima televisiva: 18 giugno 1958
- Diretto da: Mark Stevens
- Scritto da: Thomas Thompson

### Trama
- Guest star: John Hoyt (reverendo Sumpter), Mona Freeman (Betty Britton), Walter Woolf King (maggiore Clinton), Claude Akins (Garth Redmond), Ray Danton (Monty Britton), Stacy Keach, Sr. (Cowan)

## The Sacramento Story
- Prima televisiva: 25 giugno 1958
- Diretto da: Richard H. Bartlett
- Scritto da: Thomas Thompson

### Trama
- Guest star: Roscoe Ates (Placer Peter), George Chandler (Clee McMasters), Pete Dunn (delinquente), Robert Keys (delinquente), Dan Duryea (Cliff Grundy), Linda Darnell (Dora Gray), Margaret O'Brien (Julie Revere), Marjorie Main (Cassie Tanner), Reed Hadley (Mort Galvin), Harvey Stephens (Maxwell Revere), Betty Utey (ragazza nel saloon)